# Europacup II 1969/70
De tiende editie van de Beker der Bekerwinnaars werd gewonnen door het Engelse Manchester City in de finale tegen het Poolse Górnik Zabrze.

## Voorronde
| Team #1       | Tot.      | Team #2           | 1ste wed | 2de wed |
| ------------- | --------- | ----------------- | -------- | ------- |
| SK Rapid Wien | (u) 1 - 1 | FC Torpedo Moskou | 0 - 0    | 1 - 1   |

## Eerste ronde
| Team #1            | Tot.      | Team #2                | 1ste wed | 2de wed      |
| ------------------ | --------- | ---------------------- | -------- | ------------ |
| AS Dukla Praag     | 1 - 2     | Olympique de Marseille | 1 - 0    | 0 - 2 (n.v.) |
| Dinamo Zagreb      | 3 - 0     | TJ Slovan Bratislava   | 3 - 0    | 0 - 0        |
| IFK Norrköping     | 5 - 2     | Sliema Wanderers FC    | 5 - 1    | 0 - 1        |
| Shamrock Rovers    | 2 - 4     | FC Schalke 04          | 2 - 1    | 0 - 3        |
| 1. FC Magdeburg    | 2 - 1     | MTK Boedapest          | 1 - 0    | 1 - 1 (n.v.) |
| Académica          | 1 - 0     | KuPS Kuopio            | 0 - 0    | 1 - 0        |
| Lierse SK          | 11 - 1    | APOEL Nicosia          | 10 - 1   | 1 - 0        |
| Athletic Bilbao    | 3 - 6     | Manchester City        | 3 - 3    | 0 - 3        |
| Ards FC            | 1 - 3     | AS Roma                | 0 - 0    | 1 - 3        |
| SK Rapid Wien      | 3 - 6     | PSV Eindhoven          | 1 - 2    | 2 - 4        |
| Göztepe Izmir      | 6 - 2     | US Luxembourg          | 3 - 0    | 3 - 2        |
| Mjøndalen IF       | 2 - 12    | Cardiff City           | 1 - 7    | 1 - 5        |
| ÍBV Vestmannaeyjar | 0 - 8     | Levski-Spartak         | 0 - 4    | 0 - 4        |
| BK Frem            | 2 - 2 (u) | FC St. Gallen          | 2 - 1    | 0 - 1        |
| Olympiakos Piraeus | 2 - 7     | Górnik Zabrze          | 2 - 2    | 0 - 5        |
| Rangers FC         | 2 - 0     | Steaua Boekarest       | 2 - 0    | 0 - 0        |

## Tweede ronde
| Team #1                | Tot.         | Team #2         | 1ste wed | 2de wed |
| ---------------------- | ------------ | --------------- | -------- | ------- |
| Olympique de Marseille | 1 - 3        | Dinamo Zagreb   | 1 - 1    | 0 - 2   |
| IFK Norrköping         | 0 - 1        | FC Schalke 04   | 0 - 0    | 0 - 1   |
| 1. FC Magdeburg        | 1 - 2        | Académica       | 1 - 0    | 0 - 2   |
| Lierse SK              | 0 - 8        | Manchester City | 0 - 3    | 0 - 5   |
| AS Roma                | 1 - 1 (toss) | PSV Eindhoven   | 1 - 0    | 0 - 1   |
| Göztepe Izmir          | 3 - 1        | Cardiff City    | 3 - 0    | 0 - 1   |
| Levski-Spartak         | 4 - 0        | FC St. Gallen   | 4 - 0    | 0 - 0   |
| Górnik Zabrze          | 6 - 2        | Rangers FC      | 3 - 1    | 3 - 1   |

## Kwartfinale
| Team #1        | Tot.      | Team #2         | 1ste wed | 2de wed      |
| -------------- | --------- | --------------- | -------- | ------------ |
| Dinamo Zagreb  | 2 - 3     | FC Schalke 04   | 1 - 3    | 0 - 1        |
| Académica      | 0 - 1     | Manchester City | 0 - 0    | 0 - 1 (n.v.) |
| AS Roma        | 2 - 0     | Göztepe Izmir   | 2 - 0    | 0 - 0        |
| Levski-Spartak | 4 - 4 (u) | Górnik Zabrze   | 3 - 2    | 1 - 2        |

## Halve finale
| Team #1       | Tot.         | Team #2         | 1ste wed | 2de wed |
| ------------- | ------------ | --------------- | -------- | ------- |
| FC Schalke 04 | 2 - 5        | Manchester City | 1 - 0    | 1 - 5   |
| AS Roma       | 3 - 3 (n.v.) | Górnik Zabrze   | 1 - 1    | 2 - 2   |

## Finale
| Team #1         | Uitslag | Team #2       |
| --------------- | ------- | ------------- |
| Manchester City | 2 - 1   | Górnik Zabrze |